# Danubio-Kris-Mures-Tibisco

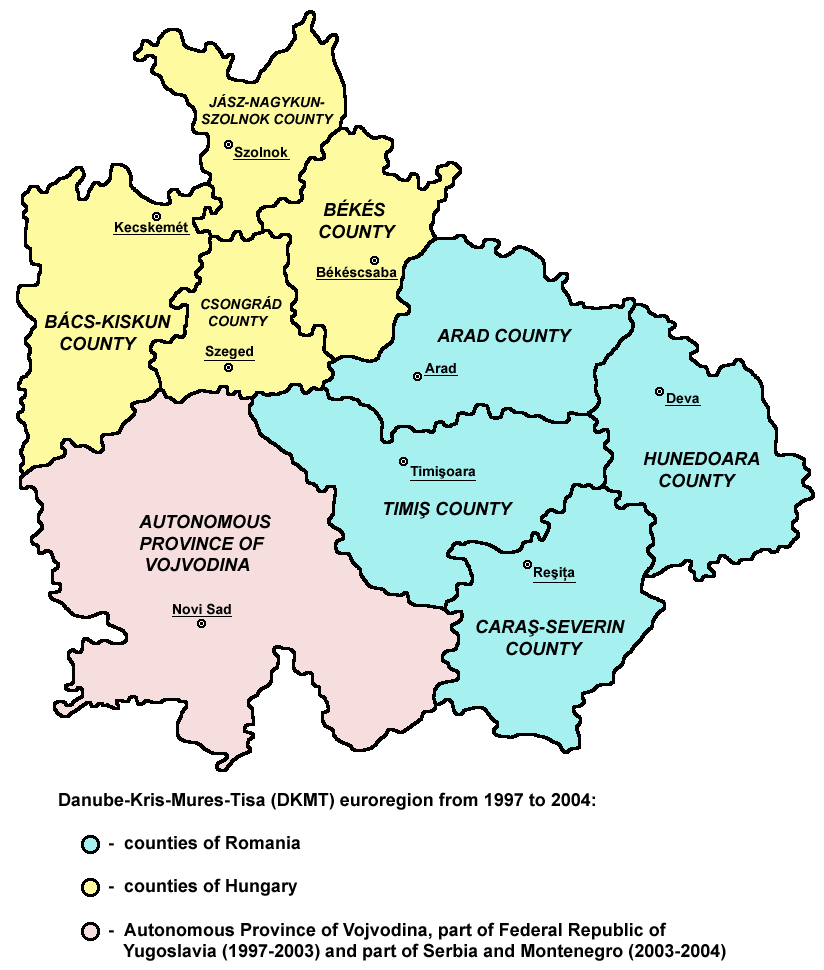
Mappa del DKMT (1997-2004)

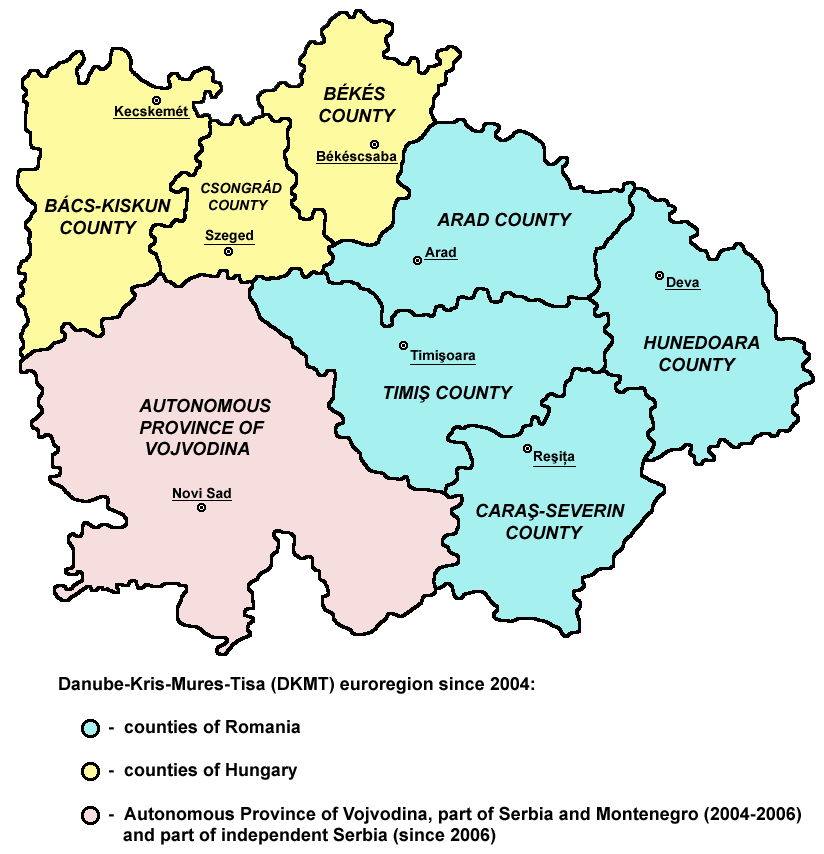
Mappa del DKMT (2004-)

Danubio-Kris-Mures-Tibisco (rumeno: Dunăre-Criș-Mureș-Tisa, ungherese: Duna-Körös-Maros-Tisza, serbo: Dunav-Kriš-Moriš-Tisa o Дунав-Криш-Мориш-Тиса) è una euroregione situata in Ungheria, Romania e Serbia, istituita nel 1997. Prende il nome da quattro fiumi: Danubio, Criș, Mureș e Tibisco.

## Province
- Arad, distretto della Romania
- Bács-Kiskun, contea dell'Ungheria
- Békés, contea dell'Ungheria
- Caraș-Severin, distretto della Romania
- Csongrád, contea dell'Ungheria
- Hunedoara, distretto della Romania
- Jász-Nagykun-Szolnok, contea dell'Ungheria
- Timiș, distretto della Romania
- Voivodina, provincia autonoma della Serbia

## Principali città
Romania:
- Timișoara = 316.100
- Arad = 191.473
- Reșița = 84.000
- Hunedoara = 78.000
- Deva = 77.000
- Petroșani = 45.000

Serbia:
- Novi Sad = 215.659
- Subotica = 99.471
- Zrenjanin = 79.545
- Pančevo = 76.110
- Sombor = 50.950
- Kikinda = 41.825
- Sremska Mitrovica = 39.041
- Vršac = 36.001
- Ruma = 32.125

Ungheria:
- Seghedino = 173.200
- Kecskemét = 109.300
- Szolnok = 81.500
- Békéscsaba = 67.400
- Hódmezővásárhely = 49.200
- Baja = 38.200

## Galleria d'immagini

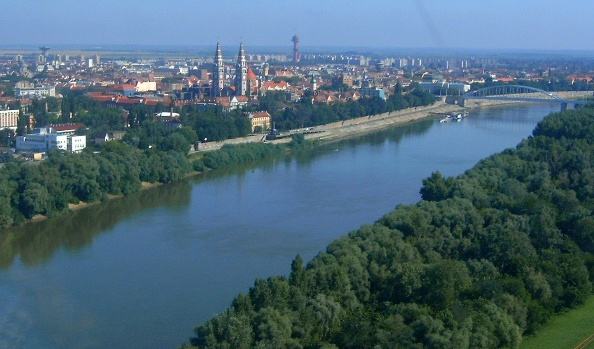
Seghedino
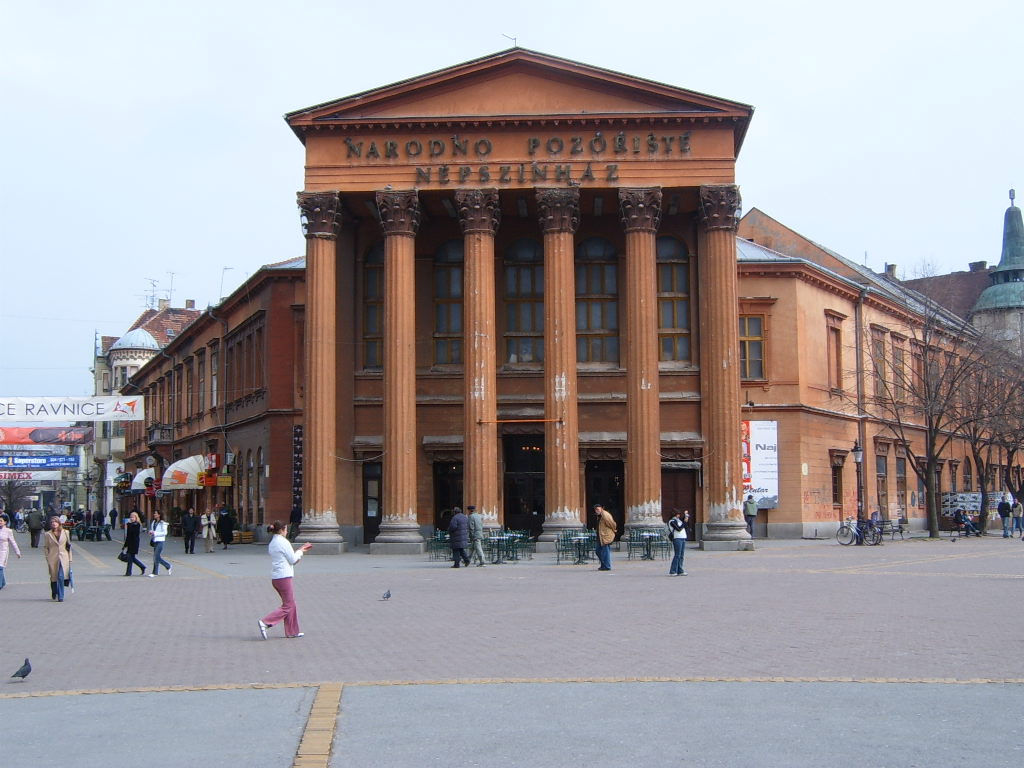
Subotica
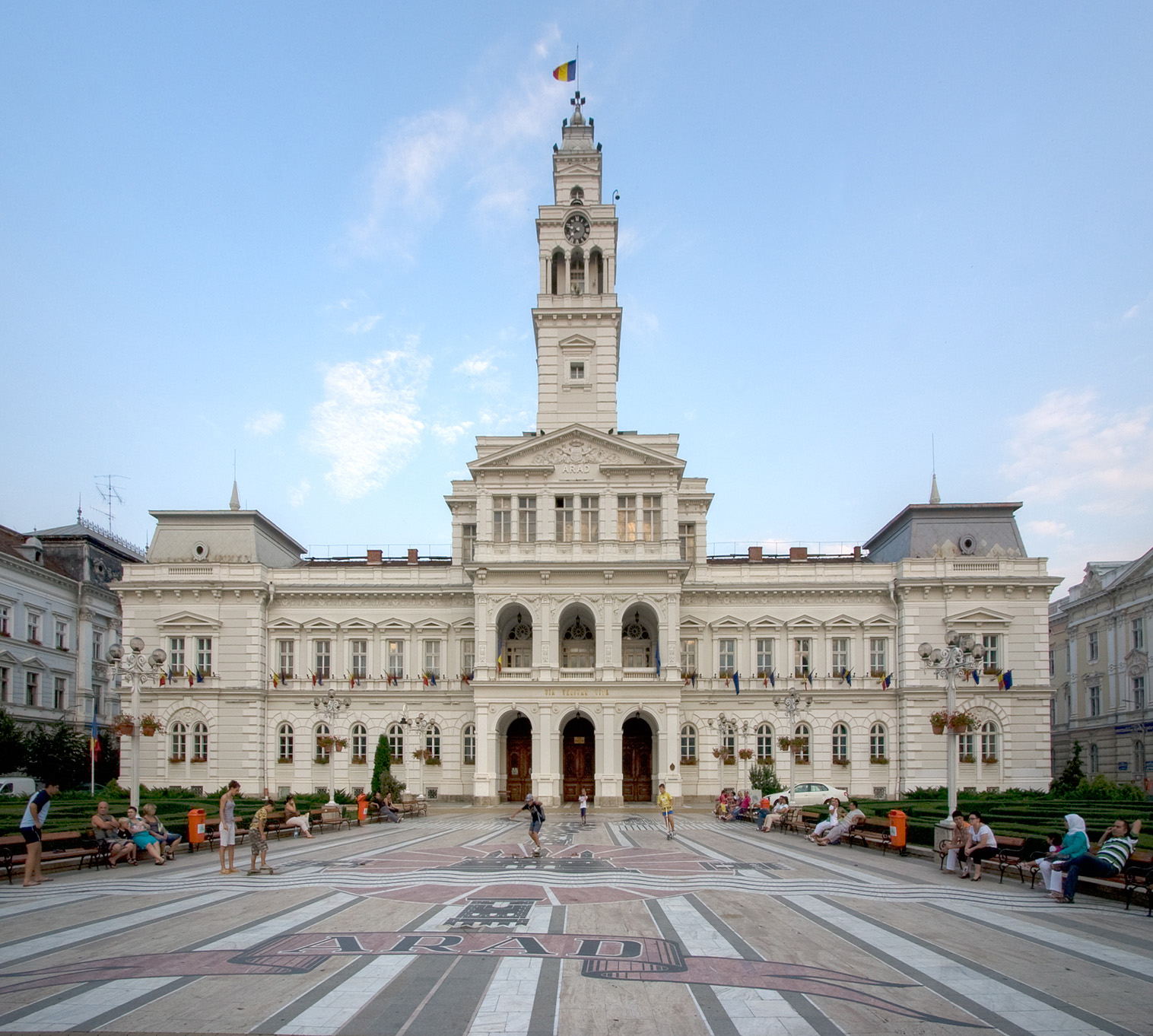
Arad
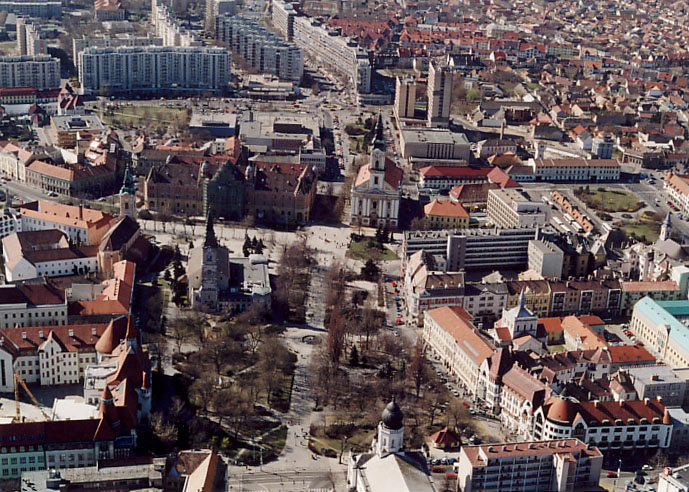
Kecskemét
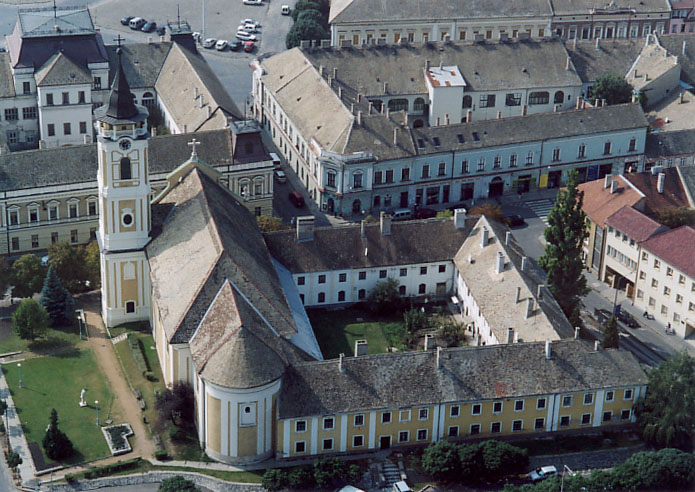
Baja